# Paramigas rothorum
Paramigas rothorum är en spindelart som beskrevs av Griswold och Ledford 200. Paramigas rothorum ingår i släktet Paramigas och familjen Migidae.
Artens utbredningsområde är Madagaskar. Inga underarter finns listade i Catalogue of Life.